# Kras (Dobrinj)
Kras je naselje na otoku Krku, na području općine Dobrinj, u Republici Hrvatskoj

## Smještaj
Nalazi se u unutrašnjosti otoka, gotovo na njegovom zemljopisnom središtu, na raskršću puteva koji vode iz Dobrinja prema Krku odnosno Malinskoj. Kras je najviše naselje na otoku Krku, smješten 266 metara nad morem. U neposrednoj blizini je i najviši vrh ovog dijela otoka, Kuševica, narodno Sv. Juraj, 311 m.n.m.

## Prvi spomen mjesta
Prvi puta se spominje 30. prosinca 1230. godine u staroj glagoljskoj listini. Toponomastičar i romanist Petar Skok izvodi ime Kras od predlatinske, možda ilirske riječi „carsus“ iz koje se razvila hrvatska riječ kras, krš.

## Stanovništvo
Kras je 1780. godine imao 185 stanovnika, 1898. godine 584, a najviše godine 1935. njih 702. Od tada je, zbog snažne emigracije, broj žitelja u stalnom padu. Prema popisu iz 2001. godine, u Krasu su živjela 184 stanovnika, pretežno starije dobi.
| broj stanovnika | 381   | 419   | 445   | 473   | 559   | 599   | 582   | 534   | 447   | 413   | 355   | 265   | 200   | 189   | 184   | 227   | 227   |
|                 | 1857. | 1869. | 1880. | 1890. | 1900. | 1910. | 1921. | 1931. | 1948. | 1953. | 1961. | 1971. | 1981. | 1991. | 2001. | 2011. | 2021. |

## Znamenitosti i zanimljivosti
Župna crkva posvećena je Antunu Padovanskom. Izgradila ju je i održavala istoimena bratovština 1669. godine.
Na samom vrhu Kuševica nalazi se mjesno groblje te ostaci nekadašnje crkvice Sv. Jurja, a u blizini je i najveća „gromača“ (nakupina kamenja) na otoku, „Vela gromača“.

## Mediji
- U Krasu djeluje lokalna radio stanica „Radio Otok Krk“ ili skraćeno „Radio OK“.

## Gospodarstvo
Krasani se bave dijelom poljoprivredom, a dio ih radi u većim mjestima na otoku. S obzirom na to da je daleko od mora ili nekog značajnijeg turističkog centra, nema nikakvu turističku ponudu.

## Poznate ličnosti
- Petar Strčić — član HAZU, upravitelj njezina Arhiva, znanstveni i arhivski savjetnik, istaknuti hrvatski povjesničar, glavni urednik nekoliko zbornika, autor više pretežno povijesnih knjiga, predsjednik Društva za hrvatsku povjesnicu, Čakavskoga sabora, sveučilišni profesor.
- Fra Bonaventura Duda — krštenjem Roko, franjevac, bibličar, sveučilišni profesor, prevoditelj, poliglot, pisac i pjesnik.[4]

## Vanjske poveznice
- Radio stanica OK  Arhivirana inačica izvorne stranice od 21. srpnja 2011. (Wayback Machine)
- službene stranice općine Dobrinj  Arhivirana inačica izvorne stranice od 16. veljače 2010. (Wayback Machine)
- sela Dobrinjštine  Arhivirana inačica izvorne stranice od 5. svibnja 2010. (Wayback Machine)